# Winner (nhóm nhạc)
WINNER (tiếng Hàn Quốc: 위너; RR: Wineo; thường ghi cách điệu là WINNER) là một nhóm nhạc nam thần tượng Hàn Quốc được thành lập vào ngày 17 tháng 8 năm 2014 bởi YG Entertainment. Nhóm ra mắt với đội hình ban đầu gồm 5 thành viên: Kang Seung-yoon, Song Min-ho, Nam Taehyun, Kim Jinwoo và Lee Seunghoon. Ngày 25 tháng 11 năm 2016, thành viên Nam Tae-hyun chính thức rời nhóm, WINNER tiếp tục hoạt động với 4 thành viên còn lại,

## Lịch sử

### 2010 - 2013: Trước khi ra mắt
Năm 2010, Kang Seung Yoon tham gia vào cuộc thi Superstar K2 và dừng lại ở vị trí thứ tư. Năm 2011, anh ký hợp đồng với YG Entertaiment và tham gia diễn xuất trong sitcom Highkick: Revenge of the Short Legged. Năm 2013, anh ra mắt với tư cách là nghệ sĩ solo và phát hành nhiều bản nhạc, bao gồm bài hát nổi tiếng "It Rains".
Năm 2010, Kim Jinwoo đã đến Học viện âm nhạc Joy Dance Plug và thử giọng thành công, anh bắt đầu gia nhập YGE với tư cách là thực tập sinh.
Nam Taehyun được tuyển chọn thông qua một buổi thử giọng vào năm 2011.
Lee Seunghoon tham gia cuộc thi K-pop Star 1 của SBS năm 2012 và dừng lại ở vị trí thứ tư. Ngay sau đó ít lâu, Seunghoon đã ký hợp đồng với YGE vào ngày 22 tháng 5.
Song Minho (Mino) ban đầu ra mắt ở Y2Y Contents Company trong nhóm BoM, nhóm đã tan rã hai năm sau đó. Năm 2013, sau khi được phát hiện từ Channel A's The Strongest K-POP Survival, anh tham gia và thông qua buổi thử giọng vào YGE.

### 2013 - 2014:WIN: Who Is Nextvà ra mắt
Tháng 8 năm 2013, 5 thực tập sinh này xuất hiện trong chương trình WIN: Who Is Next của Mnet với tên "Team A". Trong tập cuối được phát sóng ngày 25 tháng 10 năm 2013, Team A đã chiến thắng trong cuộc thi và sẽ được ra mắt với cái tên "WINNER". Họ biểu diễn mở màn cho concert của tiền bối Big Bang trong chuyến lưu diễn ở Nhật Bản bắt đầu từ ngày 15 tháng 11. Từ ngày 13 tháng 12, WINNER xuất hiện trong chương trình thực tế của họ, WINNER TV, được phát sóng 10 tập trên kênh Mnet.
Ngày 1 và 2 tháng 3 năm 2014,WINNER  xuất hiện với tư cách là khách mời trong chuyến lưu diễn All or Nothing của 2NE1 tại sân vận động Bangidong’s Olympic Park SK Olympic Handball Arena ở Seoul. Ngày 17 tháng 3, YG thông báo Winner cũng sẽ xuất hiện trong các buổi biểu diễn của 2NE1 trong chuyến lưu diễn vòng quanh thế giới. WINNER biểu diễn tại Hồng Kông ngày 22 tháng 3, tại Trung Quốc ngày 11 tháng 4, tại Đài Loan ngày 26 và 27 tháng 4, tại Philippines ngày 17 tháng 5 và tại Malaysia ngày 24 tháng 5. Từ tháng 6 đến tháng 8 năm 2014, các thành viên của nhóm đã được giới thiệu với công chúng về sự ra mắt của mình thông qua một loạt các hình ảnh và video teaser.

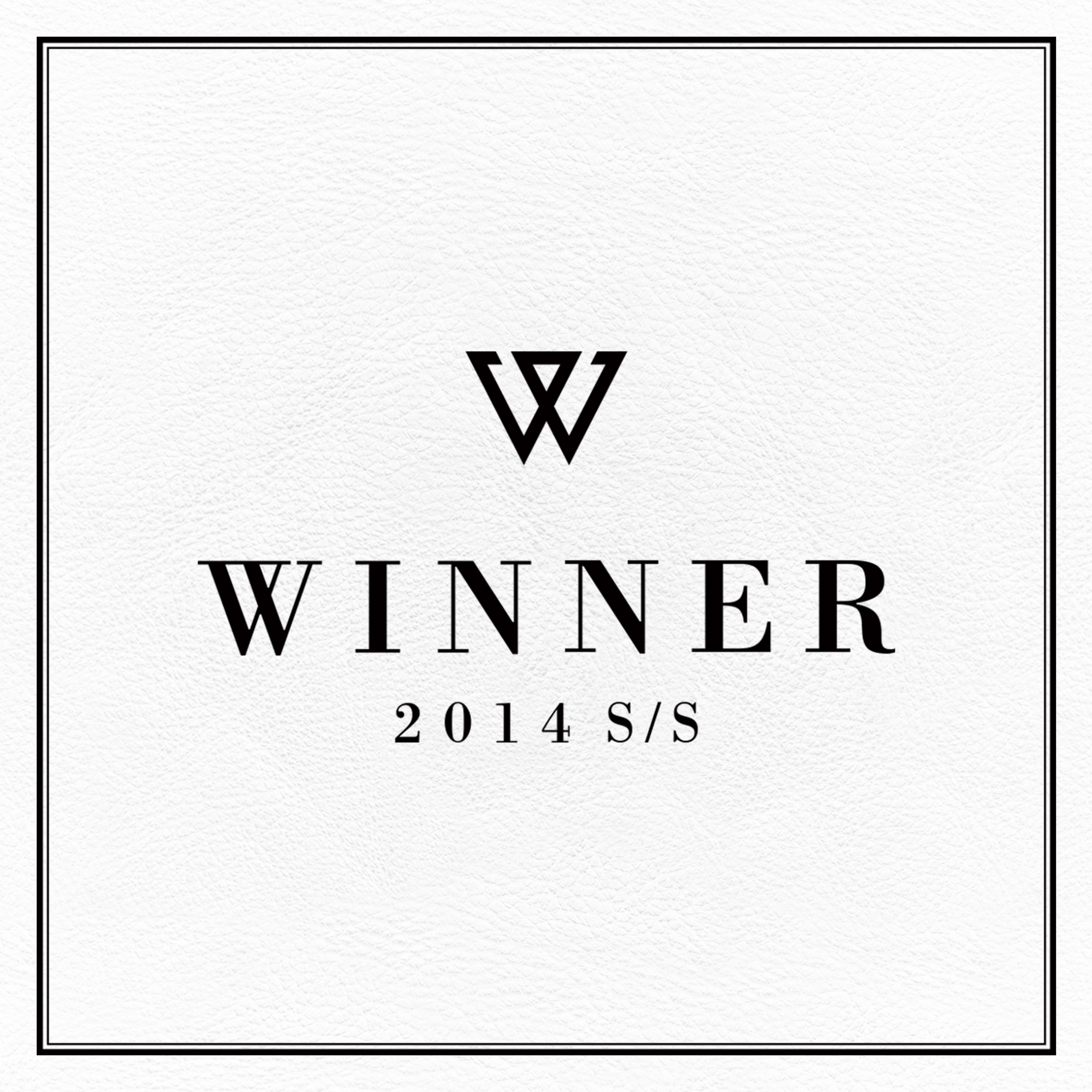
Bìa album 2014 S/S.

Trước khi ra mắt, showcase đầu tiên của WINNER được tổ chức ngày 6 tháng 8. Album 2014 S/S của họ được phát hành kỹ thuật số ngày 12 tháng 8 và bản đĩa ngày 14 tháng 8. Sau nhiều lần trì hoãn, nhóm đã có buổi ra mắt tại Hàn Quốc trong buổi hòa nhạc YG Family Concert ngày 15 tháng 8 năm 2014. Sự xuất hiện đầu tiên của họ là trên chương trình Inkigayo ngày 17 tháng 8, và nhanh chóng trở thành nhóm nhạc giành chiến thắng nhanh nhất trên M!Countdown. Album của họ được xếp vị trí số 1 trên Bảng xếp hạng Album Thế giới của Billboard trong khi đĩa đơn "Empty" đạt được "All-kill" ở Hàn Quốc, trở thành bản hit số một trên Bảng xếp hạng Gaon.
Ngày 10 tháng 9, nhóm phát hành phiên bản tiếng Nhật của album đầu tay, 2014 S/S: Japan Collection, đạt vị trí thứ 2 trên Bảng xếp hạng album hàng tuần của Oricon. Họ bắt đầu chuyến lưu diễn Nhật Bản đầu tiên từ ngày 11 tháng 9 tại Tokyo và kết thúc thành công vào ngày 11 tháng 10, thu hút tổng cộng 50.000 người hâm mộ. Ngày 9 tháng 12, Fuse công bố 13 Nghệ sĩ đột phá hàng đầu năm 2014 và WINNER đứng ở vị trí thứ 11, là nghệ sĩ Hàn Quốc duy nhất trong danh sách này. Ngày 17 tháng 12, Dazed Digital đã công bố 20 bài hát Kpop đứng đầu năm 2014 và WINNER đứng ở vị trí thứ 10 với "Color Ring".

### 2015 - 2016: Hoạt động solo, EXIT: E và Sự ra đi của Taehyun

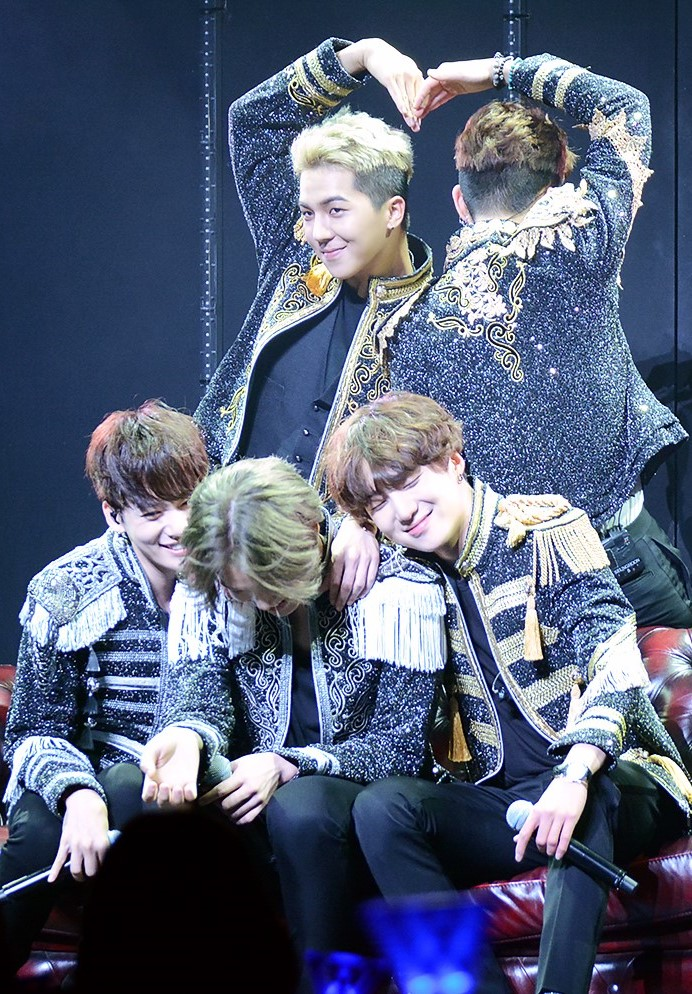
WINNER biểu diễn tại WINNER Japan Tour 2015 ở Aichi vào ngày 9 tháng 10 năm 2015.

Năm 2015, nhóm bắt đầu gián đoạn khi các thành viên nỗ lực theo đuổi sự nghiệp solo. Taehyun tham gia diễn xuất trong một vài bộ phim, bao gồm Midnight's Girl của MBC, Late Night Restaurant của SBS, bộ phim hợp tác sản xuất giữa Trung Quốc và Hàn Quốc Under the Black Moonlight. Seungyoon cũng quay lại diễn xuất với bộ phim We Broke Up của CJ E&M, thu hút hơn 16 triệu lượt xem. Jinwoo xuất hiện trong bộ phim Magic Cellphone của Trung-Hàn, trong khi Mino tham gia cuộc thi rap Show Me The Money 4 của Mnet và đạt giải Á quân. Mino phát hành một số bài hát từ cuộc thi và đạt được một số thành tựu, bao gồm "Fear" kết hợp với Taeyang - trở thành đĩa đơn được tải nhiều nhất trong chương trình với hơn một triệu bản. Tháng 9, nhóm bắt đầu lưu diễn Nhật Bản lần thứ hai, kết thúc vào tháng 10 với hơn 36.000 người tham dự. Tháng 12, nhóm được thông báo sẽ trở lại sau một thời gian gián đoạn vào năm 2016.
Bản phát hành đầu tiên của nhóm vào năm 2016 là một bản song ca khởi động của Mino và Taehyun, có tựa đề "Pricked". Mặc dù đĩa đơn không được quảng bá, nhưng vẫn được xếp hạng ở vị trí thứ 2 trên MelOn và vị trí thứ 1 trên iTunes ở 9 quốc gia. Trước sự trở lại chính thức của nhóm, một số bản cover âm nhạc của các ca khúc chủ đề được phát hành như đoạn quảng cáo với sự tham gia của các nghệ sĩ Lee Hi, Zion.T, Epik High, Taeyang và G-Dragon. Mini album Exit:E được phát hành ngày 1 tháng 2 và là sản phẩm trở lại của Winner sau 18 tháng kể từ khi ra mắt. Exit: E trụ ở vị trí thứ 2 trên Bảng xếp hạng Album Thế giới Billboard và ở vị trí thứ 3 trên Bảng xếp hạng album của Heatseekers. Các bài hát chính "Baby Baby" và "Sentimental" đứng đầu trên 8 bảng xếp hạng tại Hàn Quốc. WINNER đã tổ chức concert đầu tiên của họ "WINNER Exit Tour in Seoul" vào ngày 12 và 13 tháng 3 tại Olympic Gymnasiums Arena ở Seoul và một số buổi biển diễn tại Gwangju, Daegu, và Busan vào tháng 4.
Tháng 4, Winner xuất hiện trên chương trình tạp kỹ Half-Moon Friends của JTBC. Chương trình khá phổ biến ở Trung Quốc, thu hút 75 triệu lượt xem. Nhóm cũng được KOTRA bầu chọn làm đại sứ cho EXPO Brand & Entertainment 2016 của Hàn Quốc. Tháng 6, nhóm bắt đầu chuyến lưu diễn Nhật Bản lần thứ 3, thu hút tổng cộng 36.000 người hâm mộ.
Tháng 6, Mino xác nhận sẽ hợp tác với Bobby của iKON để phát hành một album. Nhóm nhạc nhỏ của họ được gọi là MOBB và phát hành 2 bài hát "Hit Me" và "Full House" vào ngày 9 tháng 9. Ngày 31 tháng 8, Seunghoon được thông báo sẽ tham gia chương trình nấu ăn và du lịch mới của đài tvN “Eat Sleep Eat". Chương trình được quay tại Krabi, Thái Lan và bắt đầu phát sóng từ ngày 30 tháng 11. Ngày 12 tháng 10, YG Entertainment thông báo rằng Taehyun sẽ tạm thời rời khỏi nhóm, và phần còn lại của Exit Movement sẽ bị trì hoãn vô thời hạn. Ngày 25 tháng 11, sự việc Taehyun rời khỏi nhóm được thông báo với lý do sức khỏe. Công ty cũng quyết định Winner sẽ tiếp tục hoạt động dưới nhóm có 4 thành viên mà không cần thêm thành viên mới.
Tháng 11, Jinwoo được thông báo sẽ tham gia vở nhạc kịch Hoàng tử bé của Tập đoàn múa đương đại quốc gia Hàn Quốc. Anh là thần tượng Kpop đầu tiên tham gia nhạc kịch theo vũ đạo đương đại. Ngoài ra, họ còn thông báo rằng Seungyoon và Jinwoo sẽ tham gia bộ phim Love For A Thousand More. Bộ phim là sự hợp tác giữa CJ E&M, YG Entertainment và YGKPlus. Trong cùng tháng đó, Seungyoon được xác nhận sẽ tham gia chương trình Flower Crew của SBS sau khi Eun Ji Won và Lee Jai-jin của nhóm Sechskies rời chương trình. Mino cũng tham gia cùng dàn diễn viên của Tân Tây Du Ký để quay phần ba của chương trình. Đây là một show giải trí được ghi hình vào tháng 11 tại Trung Quốc và phát sóng từ ngày 8 tháng 1 đến 12 tháng 3 năm 2017. Tháng 12, Mino tham gia vào dự án Hip hop kết hợp lịch sử của chương trình Infinite Challenge có tên "Great Inheritance". Anh đã biểu diễn bài "Shoot" về vị tướng nổi tiếng Lee Soon Shin cùng với Haha.

### 2017: Fate Number For và Our Twenty Four
Trong suốt tháng 1, các thành viên bắt đầu gợi ý về sự trở lại sắp tới, sau đó công ty quản lý YGE cũng xác nhận rằng nhóm sẽ phát hành album mới vào ngày 4 tháng 4, album Fate Number For. Cuối tháng 3, YG tung một vài quảng cáo cho Winner để tiết lộ hai ca khúc chủ đề, "Really Really" và "Fool". "Really Really" ra mắt và đứng ở vị trí thứ 3 trên Bảng xếp hạng Billboard World Digital Sales, đánh dấu vị trí tốt cho nhóm từ trước đến nay, trong khi "Fool" ở vị trí thứ 4. "Really Really" cũng được xếp trong danh sách "Best of the Week" của Apple Music. Winner đã tổ chức một buổi giới thiệu kéo dài 3 ngày, từ ngày 2 đến ngày 4 tháng 4 tại Club NB ở quận Mapo, Seoul thuộc sở hữu của chủ tịch YG Yang Hyun Suk.
Tháng 5, Winner phát hành đĩa đơn tiếng Nhật cho "Really Really" và "Fool". Cũng trong tháng 5, Mino rời đi để ghi hình cho Tân Tây Du Ký phần 4 tại Việt Nam. Việc quay hình bắt đầu từ ngày 8 đến ngày 15 tháng 5 và được phát sóng từ ngày 13 tháng 6. Ngày 10 tháng 5, Seungyoon đã ghi hình với tư cách là MC đặc biệt cho chương trình MBC Radio Star, thay cho Kyuhyun của Super Junior khi anh đang quay hình cho Tân Tây du ký.
Tháng 6, Jinwoo được xác nhận sẽ tham gia chương trình tạp kỹ của MBC, Wizard of Nowhere. Anh quay phim ở Gruzia khoảng 1 tuần và bắt đầu phát sóng từ 30 tháng 7.
Ngày 25 tháng 7, Seungyoon xác nhận tham gia vào một bộ phim truyền hình của đài tvN "Prison Playbook" của đạo diễn Shin Won Ho. Buổi đọc kịch bản đầu tiên vào ngày 17 tháng 7. Seungyoon đảm nhận vai Lee Joo-hyung, hay còn gọi là "Jang Bal-jang". Bộ phim được phát sóng từ ngày 22 tháng 11 năm 2017 đến ngày 18 tháng 1 năm 2018.
Ngày 4 tháng 8, Winner trở lại với album đơn Our Twenty Four. Hai bài hát "Love Me Love Me" và "Island" cũng được phát hành. "Love Me Love Me" được Dazed Digital chọn là 1 trong 20 bài hát hay nhất trong năm 2017.
Ngày 30 tháng 8, Mino ghi hình với tư cách là MC đặc biệt cho chương trình Radio Star của MBC thay cho Kyuhyun.
Ngày 11 tháng 10, từ nguồn tin tvN xác nhận Winner sẽ bắt đầu quay phiên bản "Youth Over Flowers". Đây là chương trình ngoại truyện cho Tân Tây du ký 4, khi Mino chiến thắng thử thách và mong ước được tham gia chương trình cùng các thành viên còn lại. Quá trình quay diễn ra ở Tây Úc và bắt đầu phát sóng từ ngày 7 tháng 11. Tháng 11, Mino cũng tham gia quay phim chương trình "Kang's Kitchen", chương trình bổ sung của Tân Tây Du ký 4 và nhái lại "Youn's Kitchen". Chương trình được quay ở đảo Jeju vào bắt đầu phát sóng từ ngày 5 tháng 12.
Ngày 30 tháng 11, Seungyoon và Mino phát hành "Door", nhạc phim của Prison Playbook. Bài hát được sản xuất bởi Zico và Pop Time.
Tính đến tháng 12 năm 2017, "Really Really" đã vượt mốc 100 triệu lượt nghe.

### 2018: Japan tour, EVERYD4Y, WWIC2018, EVERRYWHERE: World Tour và Millions

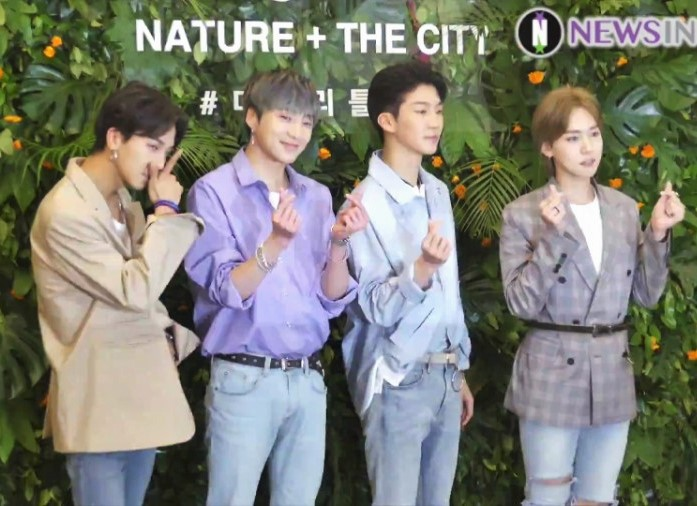
Winner tham dự Kiehl's Nature + Sự kiện thành phố ở Gangnam vào ngày 15 tháng 5 năm 2018.

Tháng 2 năm 2018, WINNER phát hành đĩa đơn tiếng Nhật thứ 2 "Our Twenty Four", bao gồm hai bài hát tiếng Nhật mới "Rain" và "Have A Good Day". Họ cũng bắt đầu chuyến lưu diễn Nhật Bản lần thứ 4.
Ngày 4 tháng 4, album thứ hai của nhóm EVERYD4Y được phát hành với ca khúc chủ đề "Everyday". Album bao gồm 12 bài hát, bao gồm bảng tiếng hàn của hai bài hát "Rain" và "Have A Good Day". Ca khúc chủ đề "Everyday" giữ vị trí hạng 1 trên 8 bảng xếp hạng âm nhạc Hàn Quốc và album thì được xếp hạng 1 trên iTunes ở 18 quốc gia.
Ngày 11 tháng 6, Seunghoon xác nhận tham gia vào đội hình huấn luyện viên cho chương trình "Dancing High" của KBS2. Anh trở thành huấn luyên viên của nhóm "Big Dipper". Chương trình phát sóng tập đầu tiên vào ngày 7 tháng 9.
Ngày 17 tháng 6, WINNER tổ chức thành công buổi biểu diễn riêng (Private Stage) WWIC 2018 sau 3 năm kể từ lần cuối được thực hiện vào năm 2015. Sự kiện được tổ chức hai lần tại Hội trường Olympic, Seoul và 13 giờ và 18 giờ (KST). Tổng cộng có 6.000 vé đã được bán.
Ngày 4 tháng 7, Winner công bố chuyến lưu diễn đầu tiên của họ, EVERYWHERE. Chuyến lưu diễn bắt đầu ở Seoul, Hàn Quốc tại Nhà thi đấu thể dục dụng cụ Olympics ngày 19 tháng 8 lúc 6 giờ tối (KST) và sẽ đến lần lượt 7 quốc gia Châu Á như Đài Bắc, Kuala Lumpur, Băng Cốc, Singapore, Manila, Jakarta và Hồng Kông. Kể từ khi có thông báo, YG cũng phát hành các video quảng cáo cho tour diễn này của họ.
Ngày 26 tháng 7, "Where Are U From" - ca khúc chủ đề phụ trong album solo của thành viên nhóm Big Bang Seungri " The Great Seungri" được phát hành, có Mino đồng sáng tác và kết hợp. Video âm nhạc cho bài hát này được phát hành ngày 27 tháng 7.
Ngày 4 tháng 8, Mino được phát hiện đang ghi hình cho Tân Tây Du Ký phần mới. Quá trình quay diễn ra tại Hồng Kông và Hokkaido, Nhật Bản. Mùa thứ 5 và thứ 6 bắt đầu phát sóng từ ngày 30 tháng 9 đến ngày 2 tháng 12.
Ngày 14 tháng 11, YG Entertainment thông báo rằng Winner sẽ có chuyến lưu diễn Everywhere tại Bắc Mỹ vào đầu năm 2019. Nhóm sẽ có 6 điểm dừng tại Hoa Kỳ bắt đầu từ Seatle ngày 15 tháng 1 và một điểm dừng ở Toronto, Canada vào ngày 27 tháng 1. Các điểm dừng khác ở Hoa Kỳ bao gồm San Francisco, Los Angeles, Dallas, Chicago và New York.
Ngày 26 tháng 11, Mino phát hàng album solo đầu tiên "XX" và bài hát chủ đề "Fiance". Bài hát thống trị nền âm nhạc Hàn Quốc bằng cách đứng đầu Bảng xếp hạng album iTunes ở 16 quốc gia khác nhau. Trong cùng tháng đó, YGE cũng xác nhận Winner sẽ tổ chức buổi biển diễn encore tại KSPO DOME (Đấu trường Thể dục Olympics) ở quận Songpa, Seoul ngày 5 tháng 1.
Tháng 12, Winner thông báo sẽ quay lại sau khoảng 8 tháng kể từ khi album "EVERD4Y" được phát hành. Bài hát mới của Winner sẽ là một đĩa đơn được phát hành trước từ album chính thức thứ ba của nhóm. Bài hát có tựa đề "Millions" được  viết lời bởi Seungyoon, Mino và Seunghoon, và được sáng tác bởi Seungyoon, Kang Ukjin và Diggy. "Millions" và video âm nhạc cho bài hát được phát hành chính thức vào ngày 19 tháng 12 lúc 6 giờ tối và bản đĩa được phát hành ngày 24 tháng 12. Bài hát đứng đầu 7 bảng xếp hạng âm nhạc hàng đầu Hàn Quốc và bảng xếp hạng iTunes ở 19 quốc gia. Winner đã biểu diễn "Millions" vào ngày 22 tháng 12 trên Show! Music Core.

### 2019-nay: We, Remember
Vào ngày 15 tháng 5 năm 2019, Winner đã phát hành EP "We" thứ hai của họ, cùng với đĩa đơn "Ah Yeah". "Ah Yeah" đã nhận được những đánh giá tích cực trong công chúng vì lời bài hát tuyệt vời làm thăng hoa cảm xúc thực tế của một cuộc chia tay lạnh lùng, do đó cuối cùng tạo ra một bài hát chia tay vui vẻ. Winner đã biểu diễn tại sân khấu phát sóng đầu tiên của họ cho "Ah Yeah" vào ngày 18 tháng 5 tại MBC's Show! Music Core.  Vào ngày 29 tháng 6, nhóm đã tổ chức thành công sân khấu riêng của họ, WWIC 2019. Chương trình được tổ chức hai lần trong cùng một ngày tại Nhà thi đấu Jang Chung, Seoul. Vào ngày 3 tháng 7, Winner đã bắt đầu chuyến lưu diễn năm 2019 tại Nhật Bản bắt đầu bằng concert của họ tại Nakano Sun Plaza ở Tokyo và kết thúc vào ngày 16 tháng 9 tại Marine Messe Fukuoka ở Fukuoka. Chuyến lưu diễn đã thu hút được tổng số 50.000 khán giả tham dự tại tám thành phố. Vào ngày 14 tháng 8, Kim Jin-woo đã trở thành thành viên thứ ba của Winner phát hành đĩa đơn solo sau Kang Seung-yoon và Mino. Kim đã ra mắt solo với album đơn Jinu's Heyday và đĩa đơn "Call Anytime" (또또) kết hợp với thành viên cùng nhóm Mino. Album duy nhất được xếp hạng thứ hai trên Bảng xếp hạng Gaon bán được hơn 50.000 bản sao trong tuần đầu tiên. Kim đã biểu diễn sân khấu đầu tiên vào ngày 17 tháng 8, cũng đánh dấu kỷ niệm ra mắt của Người chiến thắng trên MBC's Show! Music Core cùng với Mino.
Vào ngày 4 tháng 10, Winner được tiết lộ sẽ chuẩn bị phát hành vào tháng 10 trước chuyến lưu diễn Cross ở Seoul. Winner sẽ trở lại vào ngày 23 tháng 10 với EP "Cross" thứ ba của họ.
Vào ngày 26 tháng 3 năm 2020, Winner phát hành đĩa đơn "Hold", đứng ở vị trí số một trên nhiều nền tảng âm nhạc của Hàn Quốc bao gồm Naver, Bugs và Soribada. Winner khởi xướng "Ddeum Challange" trên TikTok, thu hút sự chú ý của nhiều người và trở thành xu hướng ở Hàn Quốc. Những người nổi tiếng tham gia bao gồm Sandara Park của 2NE1, người mẫu Hyoni Kang, Seunghun và Hyunsuk của CIX,...  Trước ngày phát hành album phòng thu thứ 3 dự kiến vào ngày 9 tháng 4, Kim Jin-woo đã trở thành thành viên đầu tiên nhập ngũ vào ngày 2 tháng 4 và xuất ngũ vào ngày 1 tháng 1 năm 2022, do đó tạm thời dừng mọi hoạt động với nhóm. Album phòng thu mang tên Remember bao gồm 8 bài hát mới, với đĩa đơn cùng tên và đĩa đơn phát hành trước cùng với 4 bài hát được thu âm lại từ album đầu tay 2014 S/S. Sau Kim Jin-woo, Lee Seung-hoon trở thành thành viên thứ hai nhập ngũ vào ngày 16 tháng 4. Remember đánh dấu sản phẩm âm nhạc cuối cùng của nhóm trước khi gián đoạn cho đến khi cả bốn thành viên trở lại sau khi hoàn thành việc nhập ngũ bắt buộc.

## Danh sách đĩa nhạc
- 2014 S/S (2014)
- Exit:E (2016)
- Fate Number For (2017)
- Our Twenty For (2017)
- Everyday (2018)
- Millions (2018)
- We (2019)
- Cross (2019)
- Remember (2020)
- Holiday (2022)

## Danh sách phim
- WIN: Who Is Next (2013, Mnet)
- Winner TV (2013-14, Mnet)
- Half-Moon Friends (2016, JTBC)
- Youth Over Flowers (2017, tvN)
- YG Future Strategy Office (2018, Netflix)
- Winner Vacation - Hoony Tour (2019, Olleh TV)
- W-Log (2019, YouTube/Vlive)

## Các chuyến lưu diễn
- Zepp Tour in Japan (2014)
- Japan Tour (2015)
- Exit Tour (2016)
- Japan Tour 2018 ~We'll always be young~ (2018)
- Everywhere World Tour (2018–2019)
- WINNER Japan Tour (2019)
- Cross Tour (2019–2020)

## Quảng cáo
Trước khi ra mắt chính thức vào năm 2014,WINNER  đã được chọn làm đại diện cho hãng quần áo thời thượng "NII". Nhóm đã đại diện cho hãng thời trang này từ năm 2014 đến năm 2016. Cũng trong năm 2014, WINNER được chọn là người mẫu quảng cáo cho nhãn hiện Coca Cola với "Fanta"; Pizza Etang, Elite Uniform và Adidas.
Tháng 8 năm 2017, WINNER trở thành người mẫu độc quyền cho thương hiệu thể thao Ý "Ellesse". Nhãn hiệu này đã đạt doanh thu cuối năm tăng 160% so với năm trước. Năm 2017, WINNER cũng tham gia cho thương hiệu quần áo "8Seconds" trong Good Luck Padding Campaign.
Ngày 18 tháng 4 năm 2018, Dịch vụ Thông tin và Văn hóa Hàn Quốc - một phần của Bộ Văn hóa, Thể thao và Du lịch thông báo Winner là chính thức là đại sứ cho cuộc thi "Talk Talk Korea 2018" toàn cầu. Winner đã quay một vài video quảng bá cho cuộc thi cũng như xuất hiện trong các bức ảnh tại trang web chính thức của cuộc thi. Đây cũng là năm đầu tiên cuộc thi thu hút nhiều lượng người tham gia nhất kể từ khi bắt đầu vào năm 2014.
Ngày 12 tháng 5 năm 2018, Winner xác nhận tham gia cùng Kiehl's trong chiến lịch tổ chức để bảo vệ thiên nhiên bên trong thành phố với dự án #MYLITTLEGARDEN. Winner sẽ gửi thông điệp tới mọi người để tác chế những chai mỹ phẩm rỗng thành chậu hoa để tạo khu vườn cho riêng họ và hòa mình với thiên nhiên trong cuộc sống hằng ngày, điều này sẽ giúp phát triển thiên nhiên nhiều hơn. Nhóm cũng tham gia thiết kế nhãn hiệu với chủ đề thiên nhiên và thành phố.
Ngày 26 tháng 7 năm 2018, "Cafe Droptop" thông báo Winner trở thành gương mặt đại diện mới của quán cà phê nhượng quyền. Theo một nguồn tin cho biết, "Cafe Droptop" chọn Winner làm người mẫu mới vì các thành viên rất phù hợp với hình ảnh trẻ trung và thương hiệu mong muốn. Winner tích cực quảng bá "Cafe Droptop" thông qua các phương tiện truyền thông xã hội, quảng cáo, sự kiện đến người hâm mộ và những người khác.
Tháng 10 năm 2018, Winner tiết lộ sẽ trở thành đại diện mới cho nhãn hiệu bánh "Oreo" tại Hàn Quốc. Video quảng cáo dài 30 giây của nhóm được phát hành từ ngày 24 tháng 10. Tháng 2 năm 2019, video quảng cáo đó bắt đầu được phát sóng ở 8 quốc gia khác bao gồm Indonesia, Malaysia, Thái Lan, Philippines, Singapore, Việt Nam và Đài Loan.

## Thành viên
| Nghệ danh           | Nghệ danh           | Tên khai sinh       | Tên khai sinh       | Tên khai sinh       | Tên khai sinh       | Tên khai sinh       | Ngày sinh           | Quốc tịch                    |
| Latinh              | Hangul              | Latinh              | Hangul              | Kana                | Hanja               | Hán-Việt            | Ngày sinh           | Quốc tịch                    |
| Thành viên hiện tại | Thành viên hiện tại | Thành viên hiện tại | Thành viên hiện tại | Thành viên hiện tại | Thành viên hiện tại | Thành viên hiện tại | Thành viên hiện tại | Thành viên hiện tại          |
| ------------------- | ------------------- | ------------------- | ------------------- | ------------------- | ------------------- | ------------------- | ------------------- | ---------------------------- |
| Jinu                | 진우                | Kim Jin-woo         | 김진우              | キム・ジヌ          | 金秦禹              | Kim Tần Vũ          | 26 tháng 9, 1991    | Sinan, Jeolla Nam, Hàn Quốc  |
| Hoony               | 승훈                | Lee Seung-hoon      | 이승훈              | イ・スンフン        | 李昇勳              | Lý Thăng Huân       | 11 tháng 1, 1992    | Busan, Hàn Quốc              |
| Mino                | 미노                | Song Min-ho         | 송민호              | ソン・ミンホ        | 宋旻浩              | Tống Mân Hạo        | 30 tháng 3, 1993    | Giheung-gu, Yongin, Hàn Quốc |
| Yoon                | 승윤                | Kang Seung-yoon     | 강승윤              | カン・スンユン      | 姜昇潤              | Khương Thăng Nhuận  | 21 tháng 1, 1994    | Busan, Hàn Quốc              |
| Cựu thành viên      |                     |                     |                     |                     |                     |                     |                     |                              |
| Taehyun             | 태현                | Nam Tae-hyun        | 남태현              | ナム・テヒョン      | 南太鉉              | Nam Thái Hiền       | 10 tháng 5, 1994    | Hanam, Gyeonggi, Hàn Quốc    |

## Chương trình âm nhạc

#### M Countdown
| Năm  | Ngày        | Bài hát         |
| ---- | ----------- | --------------- |
| 2014 | 21 tháng 8  | "Empty"         |
| 2014 | 28 tháng 8  | "Empty"         |
| 2014 | 18 tháng 9  | "Empty"         |
| 2016 | 25 tháng 2  | "Sentimental"   |
| 2017 | 13 tháng 4  | "Really Really" |
| 2017 | 20 tháng 4  | "Really Really" |
| 2018 | 12 tháng 4  | "Everyday"      |
| 2018 | 3 tháng 5   | "Everyday"      |
| 2018 | 27 tháng 12 | "Millions"      |
| 2019 | 3 tháng 1   | "Millions"      |
| 2019 | 23 tháng 5  | "Ah Yeah"       |

#### Music Bank
| Năm  | Ngày       | Bài hát    |
| ---- | ---------- | ---------- |
| 2014 | 22 tháng 8 | "Empty"    |
| 2019 | 11 tháng 1 | "Millions" |

#### Show! Music Core
| Năm  | Ngày       | Bài hát         |
| ---- | ---------- | --------------- |
| 2017 | 22 tháng 4 | "Really Really" |
| 2018 | 14 tháng 4 | "Everyday"      |
| 2019 | 5 tháng 1  | "Millions"      |

#### Inkigayo
| Năm  | Ngày       | Bài hát         |
| ---- | ---------- | --------------- |
| 2014 | 24 tháng 8 | "Empty"         |
| 2014 | 31 tháng 8 | "Empty"         |
| 2017 | 23 tháng 4 | "Really Really" |
| 2018 | 15 tháng 4 | "Everyday"      |
| 2018 | 29 tháng 4 | "Everyday"      |
| 2018 | 27 tháng 5 | "Everyday"      |
| 2019 | 6 tháng 1  | "Millions"      |